# Зябликов, Владимир Алексеевич
Владимир Алексеевич Зябликов (5 июля, 1925, Троицк, Оренбургская губерния, РСФСР, СССР — 1955, Чехословакия) — советский футболист, защитник.

## Биография
В 1946 году провёл 19 матчей за дубль куйбышевских «Крыльев Советов». В 1947—1949 играл в «Динамо» Ленинград, в 1950 году перешёл в московское «Динамо», провёл за команду 80 официальных матчей (74 в чемпионате, 6 в кубке СССР) и один аннулированный матч.
В 1952 году был в заявке сборной СССР на Олимпийских играх, но на поле не выходил. Финалист кубка СССР 1950 года.
Карьеру игрока завершил в 1953 году и перешёл на работу дипломатическим курьером. В 1955 году погиб, когда самолёт, в котором он летел, был сбит над территорией Чехословакии в ходе военных учений. Похоронен на Ваганьковском кладбище Москвы (11 уч.).